# Kari Kahl-Wolfsjäger
Kari Kahl-Wolfsjäger (geb. 1942) ist eine Kulturjournalistin und Intendantin von Musikfestivals mit klassischer Musik.

## Biografie
Die aus Norwegen stammende Kahl-Wolfsjäger studierte Musikwissenschaften, Englische Literatur, Kunstgeschichte und Theaterwissenschaften.  16 Jahre arbeitete sie als Kulturjournalistin bei der Zeitschrift Capital.
Seit seiner Gründung 1986 leitete sie, zunächst noch unter dem Namen Steff-Wolfsjäger, bis 2016 das Musikfestival Kissinger Sommer. Zusätzlich leitete sie als Gründungsintendantin das Kunstfest Weimar in den Jahren 1990  und 1991, dreimal das Beethovenfest in Bonn (Beethoven-Marathon) und viermal das Festival Alpen-Klassik in Bad Reichenhall. Aus ihrem Engagement für das Beethovenfest in Bonn, zu dessen Rettung sie mit dem von ihr geleiteten Beethoven-Marathon 1995, 1996 und 1998 beitrug, erwuchs die Idee zu einem Beethoven-Festival in Krakau, das sie zusammen mit Krzysztof Penderecki 1997 erstmals organisierte. In Bad Reichenhall war sie von 2004 bis 2007 tätig. Von 2003 bis 2016 war sie außerdem Intendantin des Kissinger Klavierolymp. Seit 2017 leitet sie das Festival Stars & Rising Stars in München.